# Île-d’Houat
Die Île-d’Houat (bretonisch Enez Houad) ist eine französische Insel und eine Gemeinde mit 214 Einwohnern (Stand 1. Januar 2022) im Département Morbihan in der Region Bretagne. 

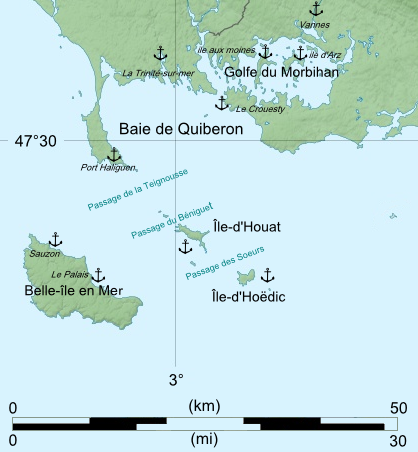
Lage der Insel

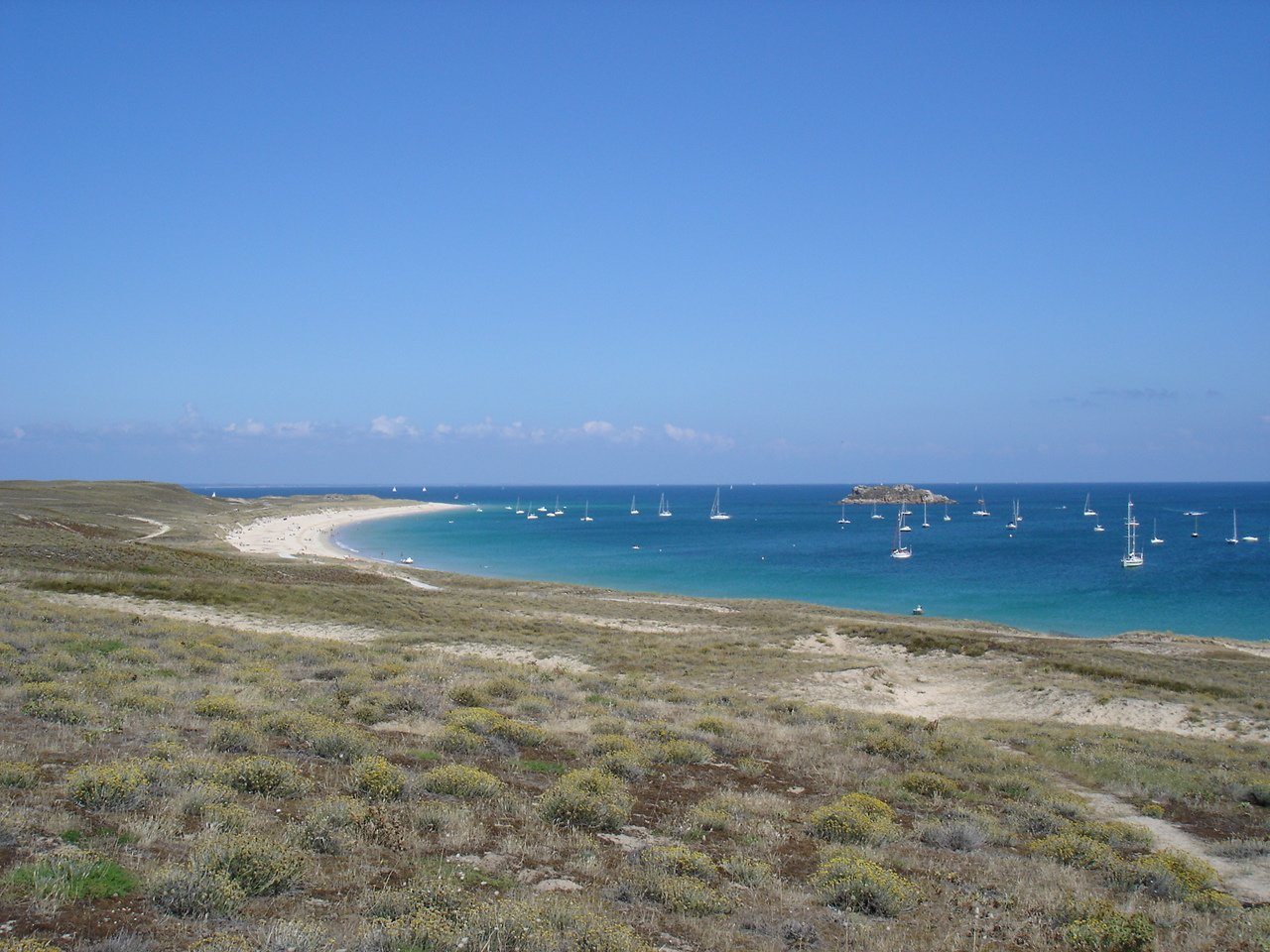
Dünenstrand Treach-er-Goured

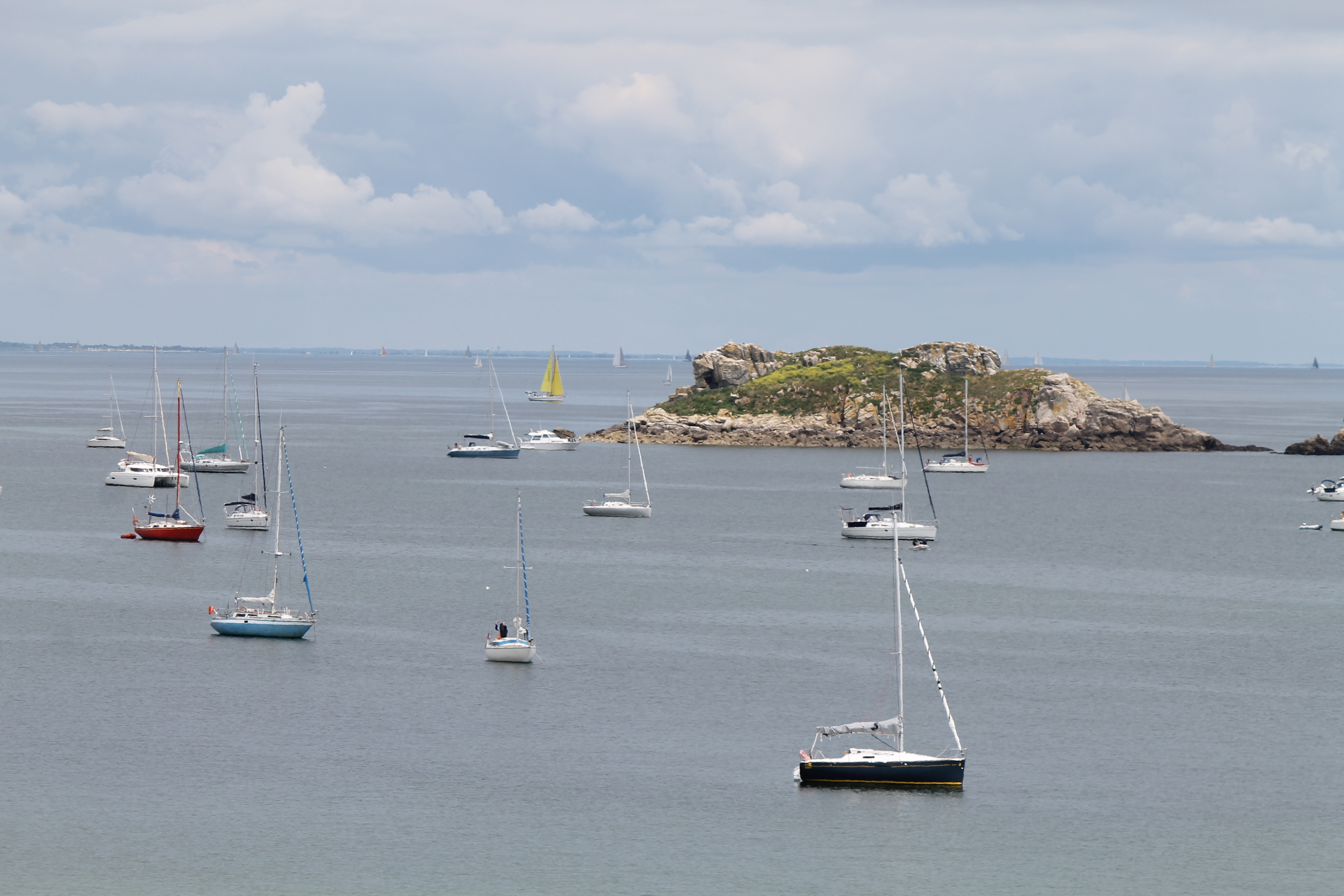
Er Yoc’h

Die knapp 3,64 Quadratkilometer große Insel liegt in der Bucht von Quiberon, am Eingang des Golfs von Morbihan.
Man erreicht die Insel per Schiff von Quiberon aus oder von Vannes mit Katamaranen. Inselhafen ist Port-Saint-Gildas, ein kleines Fischerdorf. Die Bewohner der Insel heißen Houatais.

## Beschreibung
Sehenswert sind der Dünenstrand Treach-er-Goured und der Aussichtspunkt Beg-er-Vachif.
Auf der Insel stehen die Menhire Menhir de Bar-Kreiz, Menhir de Men-Guen, Menhir von Parc-er-Menhir, Menhir du Stade und die Menhirs de Men-Plat. Die Insel ist Handlungsort des Kriminalromans „The Portrait“ des englischen Schriftstellers Iain Pears.
In der Nachbarschaft liegen die Belle-Île und die Île d’Hœdic. Vermutlich ist die Insel mit der in der antiken Geographie Siata genannten Insel identisch.
Die Insel bildet die Gemeinde gleichen Namens. Der Großteil der Bevölkerung wohnt im Dorf im Nordosten der Insel. Der Rest der Insel ist gering bebaut und im Winter unbewohnt.
Vor der Ostküste liegt die Gezeiteninsel Er Yoc’h. Vor der Südküste liegt die Île aux Chevaux.

## Bevölkerungsentwicklung
| Jahr                       | 1962 | 1968 | 1975 | 1982 | 1990 | 1999 | 2007 | 2019 |
| Einwohner                  | 446  | 457  | 430  | 390  | 390  | 335  | 293  | 216  |
| Quellen: Cassini und INSEE |      |      |      |      |      |      |      |      |